# Ruth Hesse
Ruth Hesse (Wuppertal, 18 settembre 1936 – Hallstatt, 13 luglio 2024) è stata un mezzosoprano tedesco.

## Biografia
Nata e cresciuta nel Terzo Reich, studiò canto nella natia Wuppertal con Peter Offermanns e poi ad Amburgo e Milano. Nel 1958 fece il suo debutto al Teatro di Lubecca come Orfeo nell'Orfeo ed Euridice e, dopo due stagioni con la compagnia, si unì alla Staatsoper Hannover nel 1960. Nello stesso anno fece il suo debutto all'Opera di Amburgo e al Festival di Bayreuth, dove poi cantò regolarmente fino al 1979. Nel 1962 fu scritturata dalla Deutsche Oper Berlin, dove esordì l'8 gennaio come Mrs Quickly nel Falstaff accanto a Dietrich Fischer-Dieskau, per la regia di Carl Ebert. Cantò con la compagnia per trentadue anni in oltre ottocento rappresentazioni, cantando in ruoli quali Azucena ne Il trovatore (sostenuto 87 volte a Berlino), Fricka ne La Valchiria, Ortrud nel Lohengrin e Brangäne nel Tristano e Isotta. Nel 1965 fu Frau von Hufnagel nella prima mondiale di Der junge Lord. Cantò con la compagnia fino all'addio alle scene il 31 gennaio 1995, come Mary ne L'olandese volante.
Fu a Berlino che interpretò per la prima volta la Nutrice ne La donna senz'ombra, un ruolo che in seguito segnò anche il suo debutto alla Royal Opera House nel 1969. Gli anni Sessanta e Settanta segnarono infatti la consacrazione internazionale del mezzosoprano: nel 1965 fu Ortrud e la Principessa di Eboli alla Wiener Staatsoper, nel 1966 fu Carmen all'Opéra di Parigi, nel 1968 fu Erodiade nella Salomé all'Holland Festival, nel 1971 fu Giocasta nell'Edipo Re al Gran Teatro La Fenice e Brangäne al Teatro Regio di Torino, nel 1974 fu la Nutrice ne La donna senza ombra al Festival di Salisburgo e tornò a Parigi come Kundry nel Parsifal, nel 1975 esordì al Teatro alla Scala come contralto solista nella Sinfonia n. 9, diretta da Karl Böhm, nel 1976 fece il suo debutto con la San Francisco Opera come Fricka ne La valchiria, mentre il debutto al Teatro Bol'šoj avvenne nel 1977, quando cantò a Mosca nel ruolo di Brangäne. Nel 1979, invece, esordì al Teatro Colón nel ruolo della Nutrice de La donna senz'ombra.
Lungo e di grande successo fu il sodalizio artistico con la Wiener Staatsoper, dove cantò regolarmente tra il 1965 e il 1988 in oltre duecento rappresentazioni, in ruoli quali Maddalena in Rigoletto, Brangane nel Tristano e Isotta, Ortrud nel Lohengrin, Preziosilla ne La forza del destino, Kundry nel Parsifal, Azucena ne Il trovatore, Amneris in Aida, Waltraute ne Il crepuscolo degli dei, Eboli nel Don Carlo, la Terza Dama ne Il flauto magico, Magdalene ne I maestri cantori di Norimberga, Giulietta ne I racconti di Hoffmann, la moglie del sindaco in Jenůfa, la Nutrice nella Donna senz'ombra, Mary nell'Olandese volante, l'eponima protagonista in Carmen e, soprattutto, Erodiade, una parte sostenuta a Vienna in quarantaquattro occasioni e con la quale si congedò dalla scene viennesi il 29 novembre 1988. Per la sua attività alla Wiener Staatsoper fu nominata Kammersänger nel 1982.
Morì a Hallstatt il 13 luglio 2024 all'età di 87 anni.

## Discografia parziale
- I maestri cantori di Norimberga, Staatskapelle Dresden e coro della Staatsoper, Herbert von Karajan, Theo Adam (Hans Sachs), René Kollo (Walther von Stolzing), Geraint Evans (Beckmesser), Karl Ridderbusch (Pogner), Peter Schreier (David), Helen Donath (Eva), Ruth Hesse (Magdalena), EMI, 1970.
- La donna senz'ombra, con Birgit Nilsson, James King, Leonie Rysanek, Walter Berry, dir. Karl Bohm DG 1977